# Ivan Leko
Ivan Leko (Split, 7 de fevereiro de 1978) é um treinador e ex-futebolista croata que atuava como meio-campista. Atualmente, comanda o Standard de Liège.

## Carreira
Leko começou sua carreira no clube de sua cidade natal Hajduk Split, jogando neste por várias temporadas antes de se mudar para a Espanha indo jogar no Málaga. Depois ele voltou rapidamente para o Hajduk antes de mudar para o Club Brugge.

## Carreira internacional
Ele fez parte da Seleção da Croácia na Copa do Mundo de 2006.